# Игор Костюков
Игор Олегович Костюков (на руски: Игорь Олегович Костюков) е руски военачалник. Заместник-началник на Генералния щаб на въоръжените сили на Руската федерация, от 10 декември 2018 г. е началник на Главното управление на Генералния щаб на въоръжените сили на Руската федерация. През 2017 г. получава отличието „Герой на Руската федерация“, от 2019 г. е адмирал. От 2016 г. насам е бил четири пъти в списъците със санкции на САЩ и ЕС.

## Биография
Игор Костюков е роден на 21 февруари 1961 г. в Амурска област, РСФСР, СССР. Получава военноморско образование, по-късно завършва Военно-дипломатическата академия (днес Военна академия на Министерството на отбраната на Руската федерация).
След като завършва академията служи в Главното разузнавателно управление (по-късно – Главно управление) на Генералния щаб на въоръжените сили на Руската федерация (Генерален щаб на въоръжените сили на Руската федерация). Става първият заместник-началник на Главното управление на Генералния щаб на въоръжените сили на Руската федерация.
Като един от ръководителите на руското военно разузнаване той е пряко замесен в ръководенето на военната операция в Сирия срещу международната терористична организация Ислямска държава.
По време на заболяването на началника на Главно управление генерал-полковник Игор Коробов от есента на 2018 г. и след смъртта му на 21 ноември 2018 г. вицеадмирал Игор Костюков го замества, той е временно изпълняващ длъжността началник на Главно управление (ГУ) на Генералния щаб служебно до назначаването на нов началник на Главното управление от президента на Руската федерация. Игор Костюков е споменат в медиите като най-вероятният кандидат за длъжността заместник-началник на Генералния щаб на въоръжените сили на Руската федерация – началник на Главното управление на Генералния щаб на въоръжените сили на Руската федерация.
През декември 2018 г. с указ на президента на Руската федерация – Владимир Путин, вицеадмирал Игор Костюков е назначен за заместник-началник на Генералния щаб на въоръжените сили на Руската федерация – началник на Главното управление на Генералния щаб на въоръжените сили на Руската федерация. Той е първият в съвременната история на Русия който произлиза от военноморските сили и оглавява военното разузнаване на страната.
През 2019 г. е удостоен с военно звание адмирал.